# Prenses Fazıla

Prenses Fazıla (links), mit ihrer Mutter Hanzade Sultan

Prenses Fazıla (* 8. August 1941 in Paris; † 27. September 2024 in Istanbul) war die Urenkelin des letzten osmanischen Sultans Mehmed VI. und somit ein Mitglied des Hauses Osman. Ihr voller Name lautete Prenses Nabila Sabiha Fazıla İbrahim Hanımsultan. Ihr Vater war Mitglied der ägyptischen Dynastie des Muhammad Ali. Ihre Mutter war Hanzade Sultan. Prinz Ahmad Rifat (1944–2011) war Fazılas jüngerer Bruder. Fazıla wuchs in Ägypten auf. Nach dem Umsturz 1952 musste die Familie Ägypten verlassen und ließ sich in Paris nieder. Im selben Jahr erhielten die weiblichen Mitglieder der Dynastie Osman die Erlaubnis, in die Türkei einzureisen.
Fazıla erlangte Bekanntheit, weil sie dem irakischen König Faisal II. aus der Dynastie der Haschemiten zur Frau versprochen war.

## Verlobung mit dem irakischen König
Fazıla war zu jener Zeit 16 Jahre alt und von großer Schönheit. Die Überlieferung besagt, dass Faysal durch eine Fotografie ein Auge auf Prinzessin Fazıla geworfen hatte. Faysal hatte im Sommer 1954 einen großen Ball ausgerichtet; dabei soll die Frau des irakischen Botschafters sich dem König genähert haben und ihm ein Bild Fazılas gezeigt haben, die im Pariser Exil lebte. Der Erzählung nach ließ der noch junge König sich die Adresse der Familie geben und lernte Prinzessin Fazıla bei einer sofort arrangierten Auslandsreise persönlich kennen. Im Jahr 1957 sollen sich die beiden noch einmal in Istanbul getroffen haben und dort gemeinsam die Zeit mit Baden und Wasserski im Marmarameer verbracht haben. Am 12. Juli 1957 hielt Faysal um ihre Hand an, und man feierte die Verlobung im Abu-Bakır-Yalı in Yeniköy. Zwei Tage später reiste Faysal ab. Kurz darauf gab Mutter Hanzade Sultan die Verlobung auf einer Pressekonferenz bekannt. Gleichzeitig wurde die bevorstehende Hochzeit in Radio Bagdad verkündet. Eine Woche später brachte eine Delegation unter Führung von Ministerpräsident Nuri as-Said eine Brosche und einen Smaragdring als Verlobungsgeschenk. Fazıla besuchte damals eine Finishing School in London, wo sie ein Jahr lang auf ihre künftige Rolle als Königin vorbereitet wurde. Der Onkel Faysals kontrollierte die Aussteuer. Am 14. Juli 1958 sollte Faysal nach Istanbul reisen, um dort an einer Sitzung des Bagdadpaktes teilzunehmen; wenige Tage später sollte Fazıla aus London anreisen. Faysal und die künftige Braut wollten anschließend Sommerferien am Bosporus verbringen und in der ersten Septemberwoche heiraten. Am 14. Juli 1958 war in Erwartung König Faysals, Prinz Abd ul-Ilahs und Ministerpräsident Nuri as-Said Paschas Istanbul geflaggt, und auf dem Flughafen war der rote Teppich bereits ausgerollt. Nach Darstellung von Ümit Bayazoğlu war die türkische Bevölkerung besonders gespannt, weil sie König Faysal nunmehr als „ihren Schwager“ betrachtete. Faysal und seine Begleitung sollten jedoch nie in Istanbul ankommen, da ein Militärputsch die Königsherrschaft im Irak beendete und Faysal mitsamt seiner Familie ermordet wurde.

## Späteres Leben
Fazıla verschwand anschließend aus den Schlagzeilen. Sie heiratete 1965 Hayri Ürgüplü, den Sohn des früheren türkischen Ministerpräsidenten Suat Hayri Ürgüplü. Aus der Ehe gingen zwei Söhne hervor. Nach 15 Jahren ließ sich das Paar scheiden. 1983 heiratete Fazıla den Franzosen Jean-Alphonse Bernard.